# Чепелев, Андрей Михайлович
Андрей Михайлович Чепелев — советский хозяйственный, государственный и политический деятель. Полный кавалер ордена Трудовой Славы. Член КПСС.

## Биография
Родился в 1948 году в Соликамске.
С 1969 года — токарь-карусельщик дизель-моторного цеха № 1 Челябинского тракторного завода Министерства тракторного и сельскохозяйственного машиностроения СССР. Лауреат премии Ленинского комсомола (1976).
В 1991—1996 гг. — мастер дизель-моторного цеха № 1 Челябинского тракторного завода.
С 2009 года — заместитель директора по развитию инноваций Научно-образовательного центра «Машиностроение и металлургия» ГОУ ВПО «Южно-Уральский государственный университет».
Указами Президиума Верховного Совета СССР от 4 мая 1975 и от 10 марта 1981 года награждён орденами Трудовой Славы 3-й и 2-й степеней.
Указом Президиума Верховного Совета СССР от 15 марта 1985 года награждён орденом Трудовой Славы 1-й степени.
Избирался депутатом Верховного Совета РСФСР 11-го созыва.
Проживал в Челябинске. Скончался 17 августа 2021 года, похоронен на Митрофановском кладбище Челябинска.